# Località tipo
La località tipo, in ambito geologico, è la località da cui proviene il campione di minerale sul quale sono state effettuate le analisi necessarie a definire la nuova specie mineralogica (struttura cristallina, composizione chimica e caratteristiche fisiche). Il campione in questione si definisce olotipo.
Per un centinaio di specie mineralogiche la località tipo non è conosciuta, per vari motivi: alcune di queste sono conosciute fin dall'antichità, e pertanto non è possibile determinare con certezza la prima descrizione; in altri casi non è stata riportata correttamente questa informazione nel corso di riclassificazioni e ridefinizioni; o ancora vi sono stati errori ed omissioni.   